# Ostseebad (Flensburg)

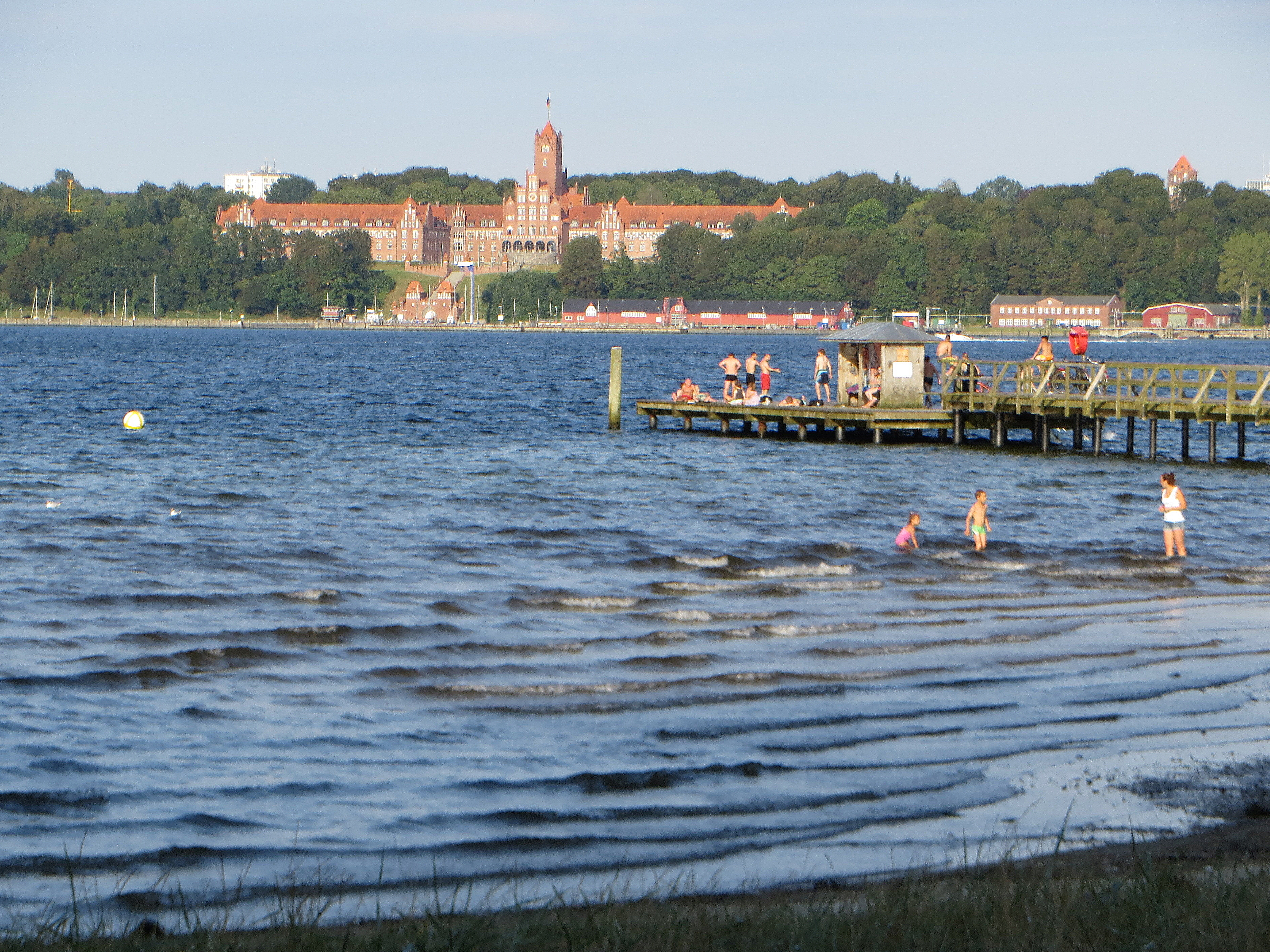
Die Seebrücke mit der Marineschule Mürwik im Hintergrund

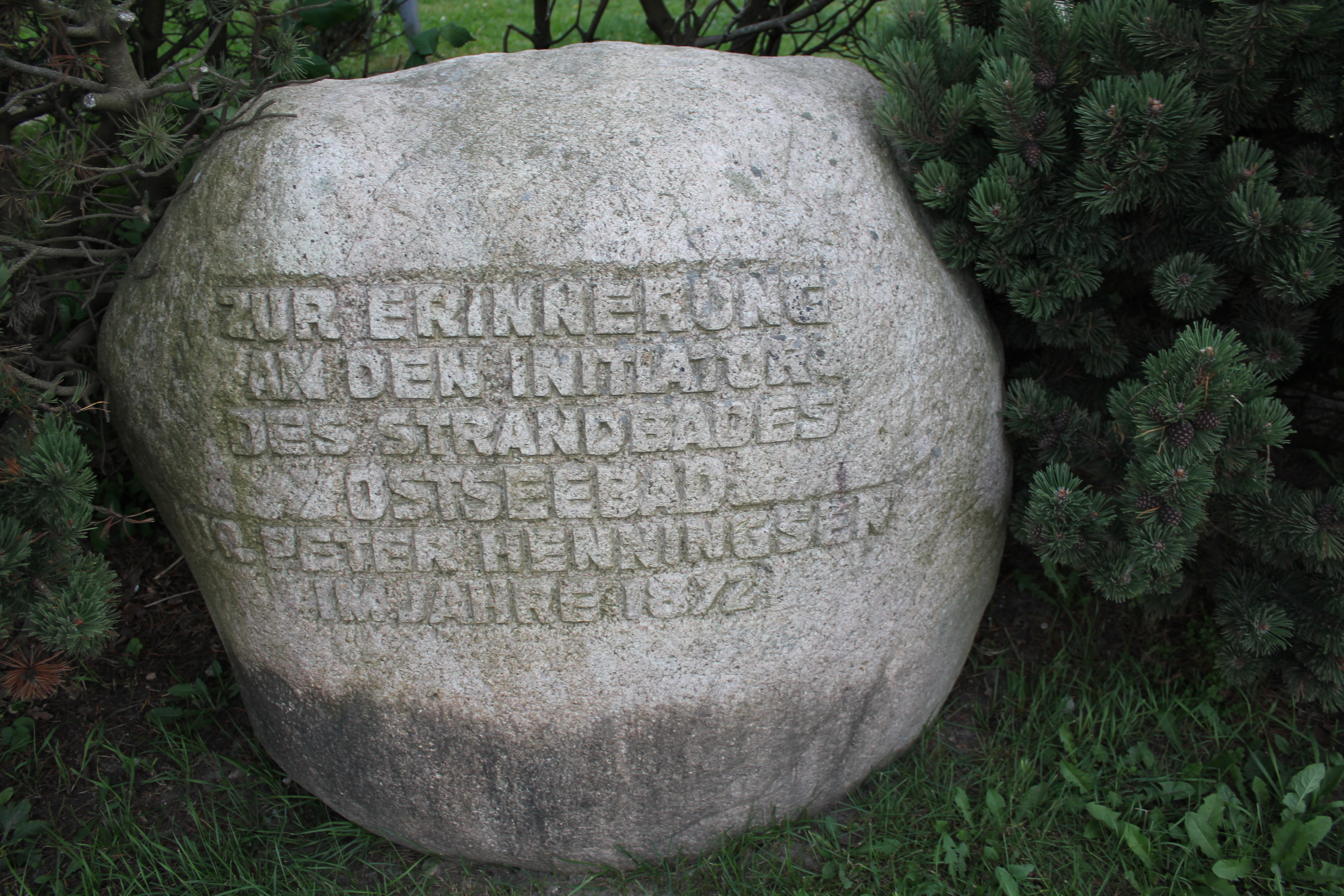
Gedenkstein mit der Aufschrift Zur Erinnerung an den Initiator des Strandbades Ostseebad Dr. Peter Henningsen im Jahre 1872

Ostseebad (dän.: Østersøbadet) ist der Name eines 1872 angelegten Strandbades im Flensburger Stadtteil Klues. Das Ostseebad, welches aus einem Strand und dem Ostseebadpark besteht, besitzt nicht das Prädikat Seebad, das heißt, es gehört nicht zu den entsprechenden Ostseebädern.

## Geschichte
Die Idee für das Bad stammt vom Flensburger Arzt Peter Henningsen. Zusammen mit einigen Kaufleuten gründete er 1872 eine Aktiengesellschaft, die Ostseebadgesellschaft, über die am Fördeufer des Klueser Waldes eine große Grundstücksfläche erworben wurde. 1873 wurde dort die Badeanstalt eröffnet, der Ostseebadpark angelegt und in der Folgezeit die Zufahrten ausgebaut. So entstand 1875 der Ostseebadweg (Østersøbadvej) und 1878 die Straße Am Ostseebad (Ved Østersøbadet). 1880 übernahm die Stadt das Bad.
Das Ostseebad ist Keimzelle des am 27. August 1930 gegründeten Flensburger Schwimmklubs, dessen Mitglieder sich dort im Sommer 1930 versammelten, um dort zu schwimmen und Wasserball zu spielen. Zu dieser Zeit entstand der Wunsch, den Vorläufer des Vereins, den 1923 gegründeten Schwimmverein Flensburg (SVF), der bereits im August 1924 in der Herrenbadeanstalt Wettkämpfe beiderlei Geschlechts veranstaltete, mit einer Neugründung wieder aufleben zu lassen. Ein erstes Schwimmfest fand wenig später im September 1930 statt und der Verein setzte 1936 bei der Stadtverwaltung den Anbau einer 50-m-Schwimmbahn durch. Nachdem das Ostseebad fünf Jahre später zunehmend zerfiel, wurde es 1941 für den Schwimmbetrieb gesperrt.
Zum Ende des Zweiten Weltkrieges befand sich auf der gegenüberliegenden Fördeseite, bei der Marineschule Mürwik, der sogenannte Sonderbereich Mürwik mit der letzten Reichsregierung unter Karl Dönitz. Zum Zeitpunkt der Kapitulation ankerten zahlreiche Kriegs- und Handelsschiffe in der Förde,
Seit dem Jahr 1976 gehört Ostseebad zu den Landschaftsschutzgebieten der Stadt Flensburg.

## Gegenwart

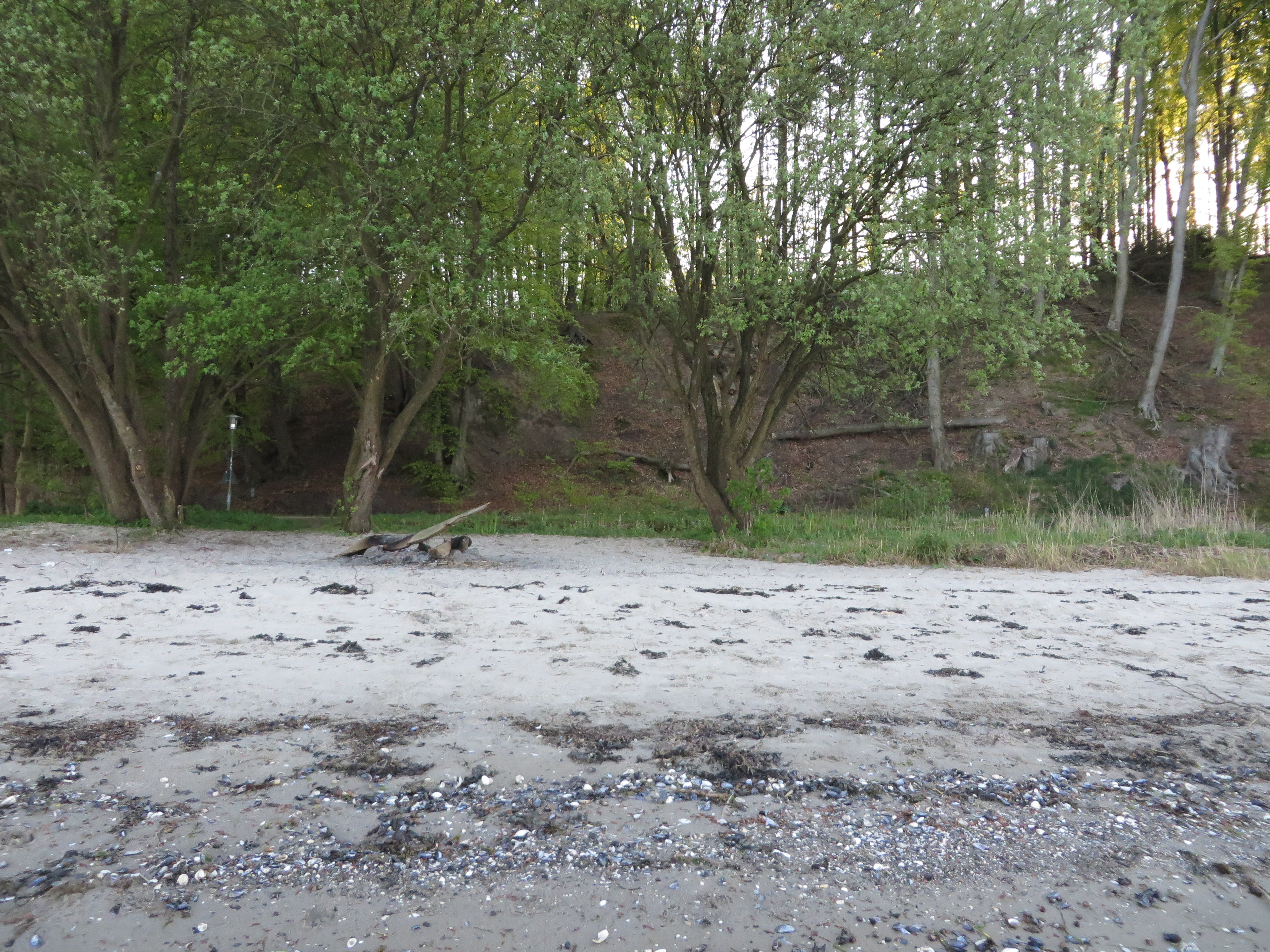
Ein Teil des Naturstrandes

Heute ist das Ostseebad neben Solitüde der zweite Strand auf Flensburger Stadtgebiet. Auf dem Gelände befindet sich unterhalb des Hanges die Sophienquelle, welche nach der Gattin von Peter Hinningsen benannt worden ist und 1984 mit Hilfe des Verschönerungsvereins Flensburg saniert wurde, so dass sie heutzutage wieder Wasser gibt. Der kostenlos nutzbare Strand ist zwar im Vergleich zu den anderen Strandbädern der Gegend weniger überlaufen, aber dennoch, insbesondere im Sommer, bei Einheimischen beliebt. Die Badewasserqualität gilt nach Angaben des schleswig-holsteinischen Gesundheitsministeriums als „sehr gut“. Zu den Einrichtungen des Ostseebades gehören kostenfreie Parkplätze sowie am Strand ein Spielplatz, Beachvolleyballfelder, ein Grillplatz, ein Kiosk, eine Gaststätte, Toiletten und Duschen. Beim Ostseebad liegt auch der Sitz des Ruderclubs Flensburg.

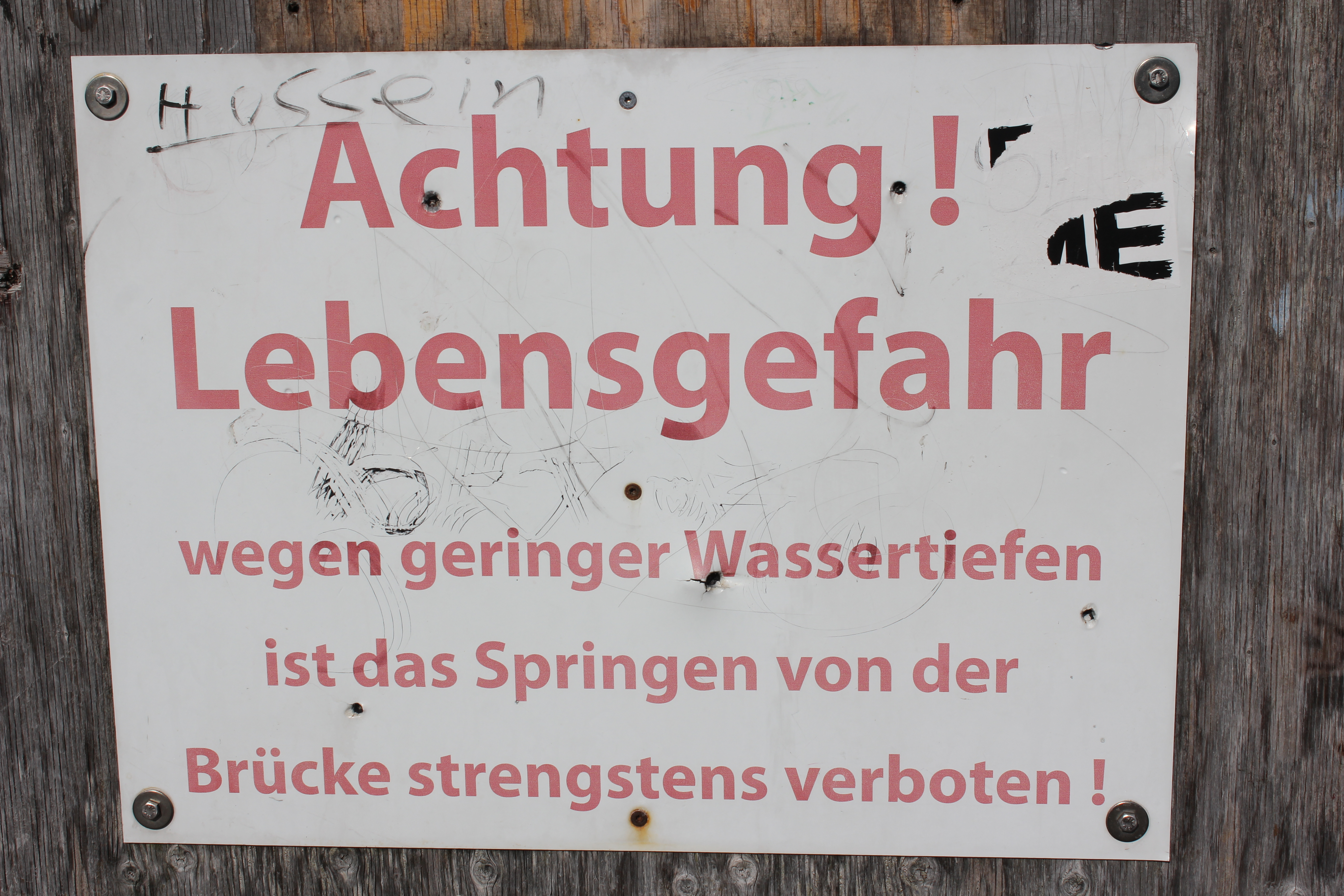
Das Schild von der Brücke mit dem Hinweis: „Achtung! Lebensgefahr“

Ein markantes Bauwerk ist eine lange, ins Meer reichende Badebrücke. Eine Besonderheit des zeitweise von der DLRG überwachten Strandes ist, dass die Wassertiefe über viele Meter nur sehr langsam zunimmt, so dass man auch relativ weit vom Ufer immer noch stehen kann. Dies führte teils schon zu schweren Unfällen nach Kopfsprüngen von der Brücke. Im Endbrückebereich liegt die Wassertiefe zum großen Teil ungefähr bei 1,50 Meter. Nur ein paar Meter weiter, am östlichen Ende, das zum Anliegen von Schiffen dient, liegt die Wassertiefe dann zwar bei ungefähr 3 Metern, aber auch hier ist es schon zu Unfällen gekommen. Das Springen von der Brücke ist daher verboten. Auch in einer Notruf-Folge wurde die große Unfallgefahr schon thematisiert.

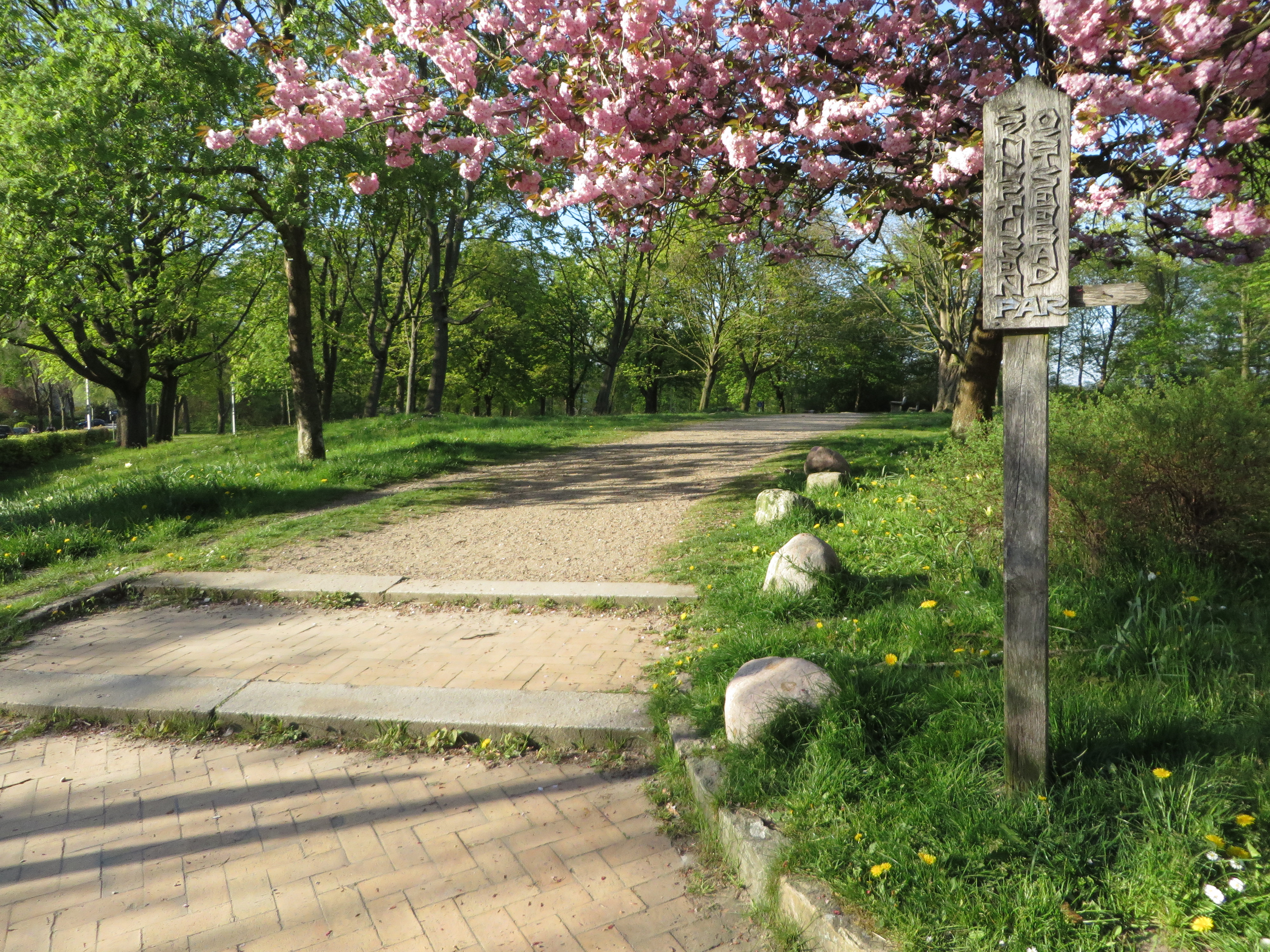
Die Parkanlage des Ostseebades
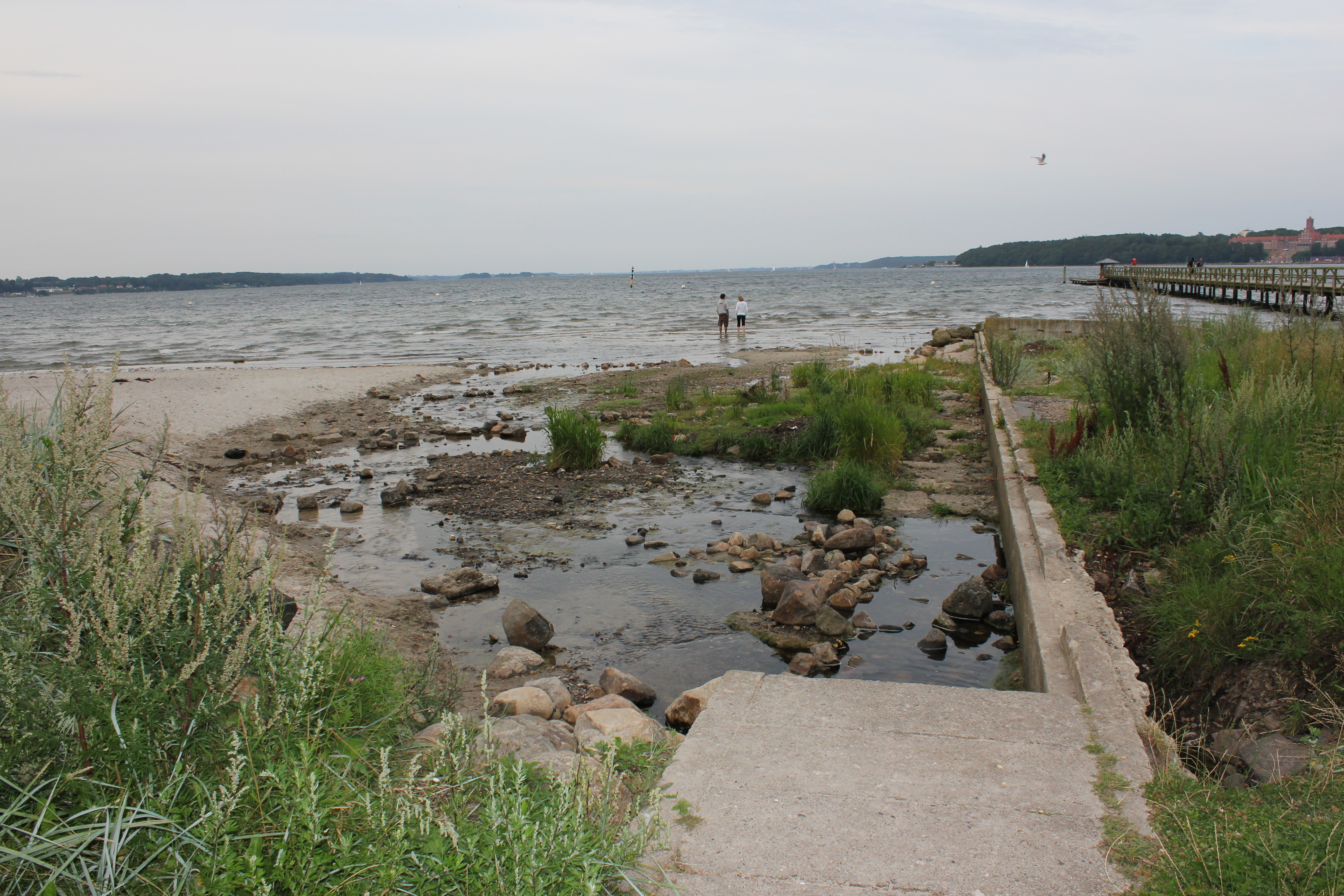
Der Lachsbach fließt bei Ostseebad in die Förde
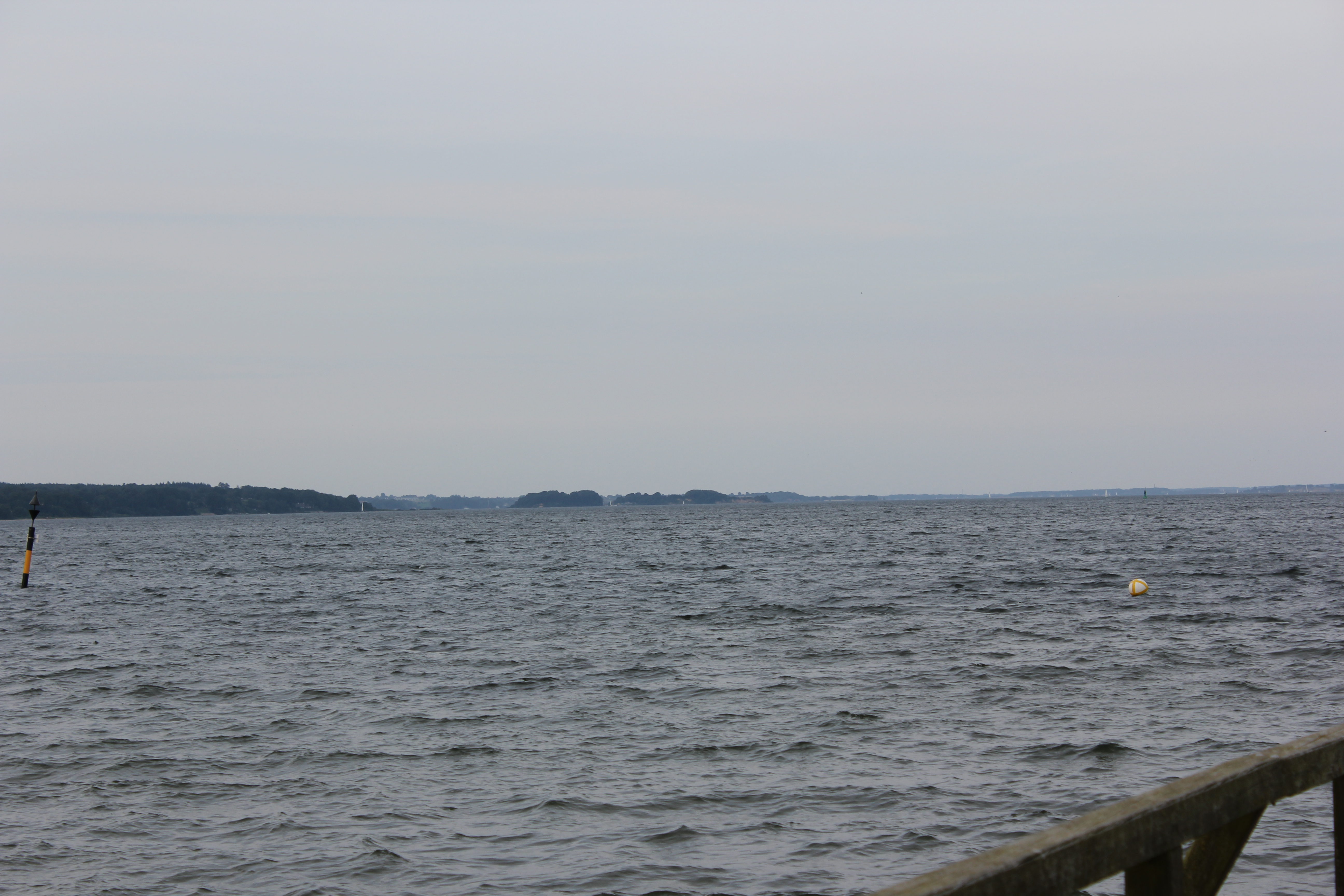
Blick von der Ostseebad-Brücke auf die Flensburger Förde und die Ochseninseln
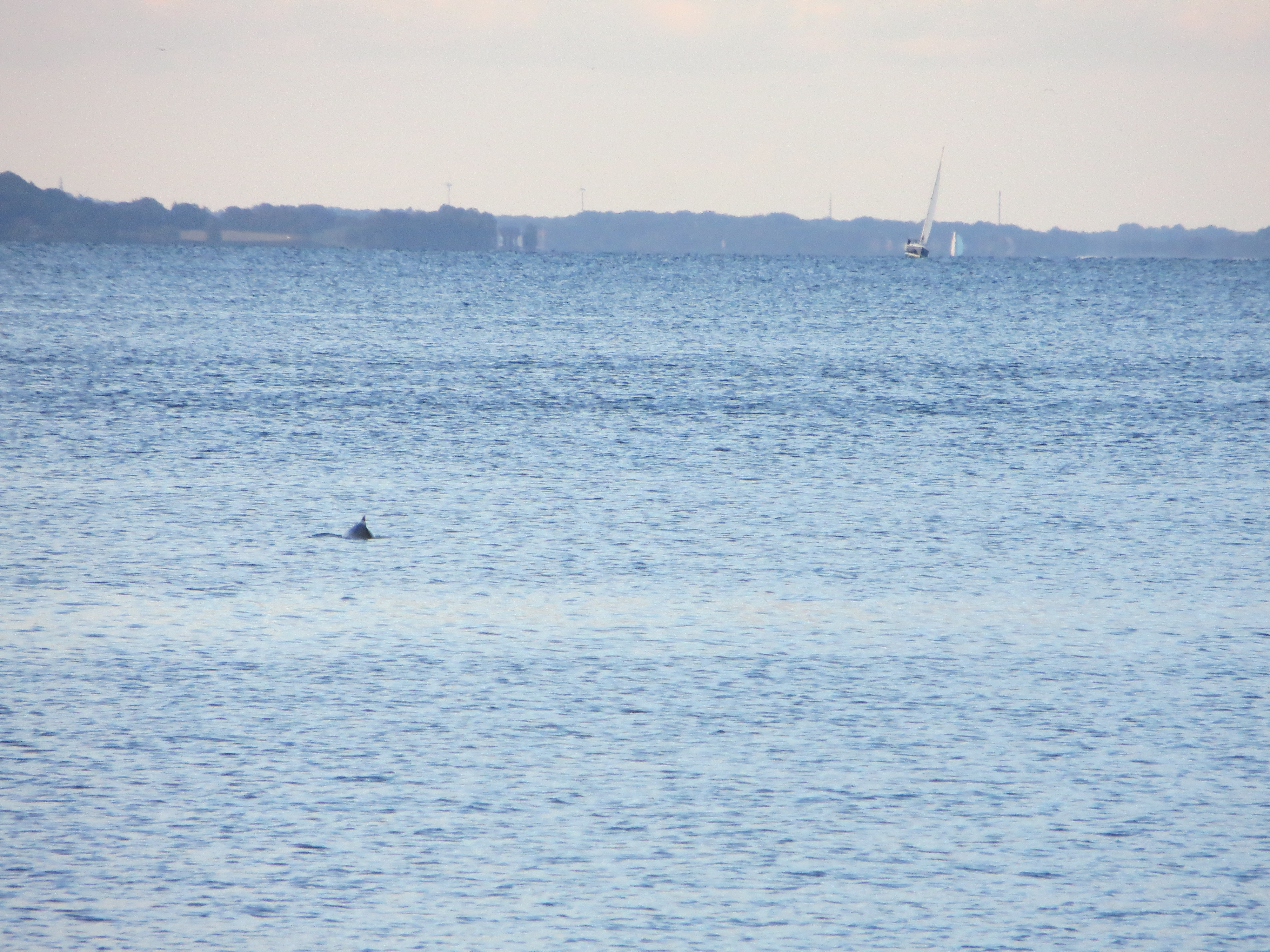
Nahe dem Ostseebad ein Schweinswal in der Förde (2013)

## Wasserblick

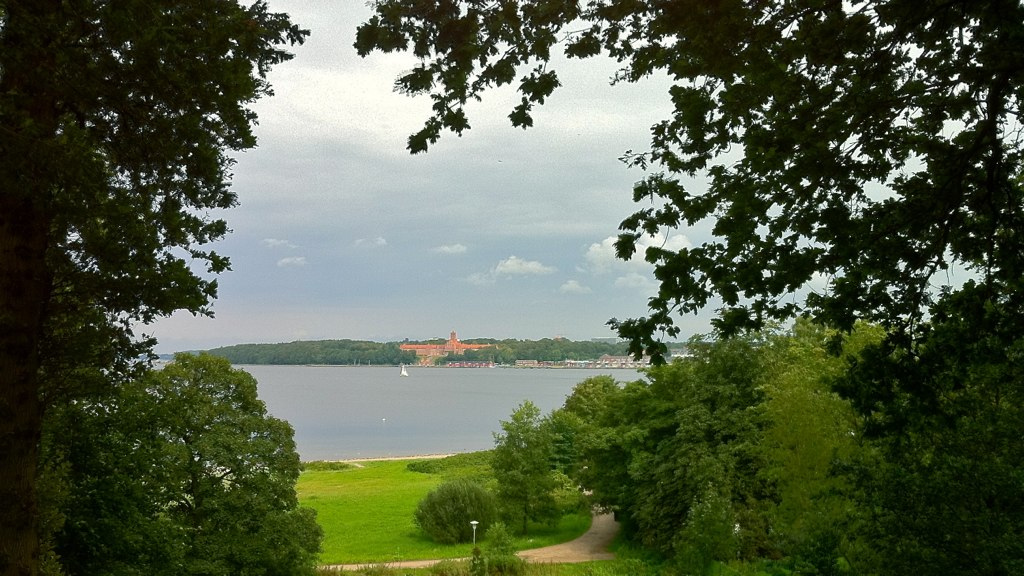
Blick vom Ostseebadpark auf die gegenüberliegende Marineschule Mürwik, KBA und Sonwik (Foto 2011)

Von Ostseebad bietet sich ein Blick auf die gegenüberliegende Fördeseite, vor allem auf die von dort gut sichtbare Marineschule Mürwik, welche auch Rotes Schloss genannt wird und als beliebtes Fotomotiv gilt. Von dieser links ist der Gorch-Fock-Übungsmast für die Kadetten der Gorch Fock erkennbar, bei der versteckt hinter Bäumen, das Trampedachlager liegt. Auf der anderen Seite, rechts des Marine-Wasserturms ragt das KBA über den Baumwipfeln hervor. Auch erkennbar ist die Tirpitz-Kaserne, das ehemalige Hauptgebäude der Torpedostation im heutigen Sonwik. Ein Stück weiter südlich neben einer Wiese beim Finisberg im Volkspark liegt bei Kielseng das Flensburger Klärwerk. Darüber hinaus sind neben den Fördehängen in der Ferne auch die Ochseninseln zu erkennen.

## Weitere Strandbäder der Gegend
Das nördlich gelegene kostenpflichtige Strandbad Wassersleben, ein Vorort von Flensburg im Gemeindegebiet von Harrislee, ist von Ostseebad durch einen kleinen Spaziergang am Wasser erreichbar. Das zweite Flensburger Strandbad ist Solitüde am gegenüberliegenden Ufer der Förde. Das Strandbad im zu dem Ostseeheilbädern zählendem Glücksburg liegt weiter östlich und ist eher unter der Bezeichnung Glücksburger Promenade bekannt.